# ガラパゴスノスリ
ガラパゴスノスリ（Buteo galapagoensis）は、鳥綱タカ目タカ科ノスリ属に分類される鳥類。

## 分布
エクアドル（ガラパゴス諸島）固有種
種小名galapagoensisは「ガラパゴス産の」の意。

## 形態
全長55-56センチメートル。翼開張120センチメートル。オスよりもメスの方がやや大型になる。全身の羽衣は濃褐色。風切羽下面や尾羽下面は灰褐色で、黒い横縞が入る。
嘴は灰色で、先端が黒い。虹彩は褐色。嘴基部を覆う肉質（ろう膜）や後肢は淡黄色。
幼鳥は頭部から体下面、雨覆下面が淡橙褐色で、濃褐色の斑紋が入る。翼上面は濃褐色で、白や淡褐色の斑紋が入る。風切羽下面や尾羽下面は白く、黒褐色の細い横縞が入る。虹彩は淡褐色。

## 生態
海岸から山地にかけての開けた環境に生息し、主に藪地や低木が点在する溶岩地帯に生息する。渡りは行わない。
食性は動物食で、哺乳類（ネズミ、ヤギの幼獣）、鳥類、爬虫類（イグアナ科の小型種や大型種の幼体、カメの幼体）、昆虫、動物の死骸などを食べる。
繁殖形態は卵生。婚姻形態は一妻多夫で、1羽のメスと最大7羽のオスからなる群れを形成し全てのオスがメスと交尾する。一方で一妻多夫で繁殖をしないメスも多く、ペアで繁殖する個体もいる。周年繁殖する（主に雨期に繁殖）。岩場や低木の樹上に木の枝を組み合わせて草や木の葉、樹皮を敷いた巣を作り、1回に1-3個の卵を産む。抱卵期間は37-38日。雛は孵化してから50-60日で巣立つ。一妻多夫の方が巣立つ個体の総数は多いが、一夫一妻の方が1つの巣から巣立つ個体は多い。生後3年で性成熟する。

## 人間との関係
入植者の増加、人為的に移入されたノネコとの競合などにより生息数は減少している。5つの島では絶滅し、ガラパゴス諸島全体でも繁殖地は約130ヶ所のみとされる。